# Molhe

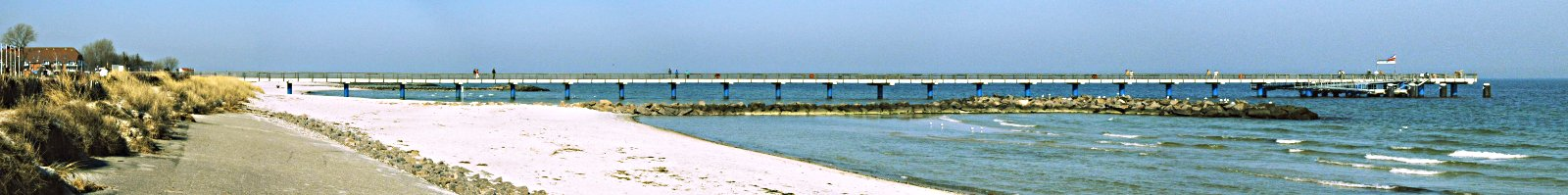
Molhe, embaixo, com um píer em cima, em Schönberg, Alemanha.

Um molhe é  uma obra marítima de engenharia hidráulica que consiste numa estrutura costeira semelhante a um pontão, ou estrutura alongada que é introduzida nos mares ou oceanos, apoiada no leito submarino pelo peso próprio das pedras ou dos blocos de concretos especiais (tetrápodes ou outros), emergindo da superfície aquática. É, portanto, uma longa e estreita estrutura que se estende em direção  ao mar.

## Disposição
Necessariamente uma ponta do molhe se situa no mar e a outra ponta do molhe em terra. Se as duas pontas da estrutura forem no mar, trata-se de um quebra-mar, e, se as duas pontas forem na terra, trata-se de um dique.
Alguns molhes, não todos, podem servir de atracadouros destinados a proporcionar local de atracação para navios e embarcações, mas também  podem servir para manter aberta (livre do assoreamento) a boca de um estuário, de um rio ou de uma lagoa, como no caso dos Molhes da Barra da Lagoa dos Patos no porto de Rio Grande, no Rio Grande do Sul, ou na Lagoas de Marapendi e de Saquarema, no estado do Rio de Janeiro, no Brasil.

## Estrutura
Sua estrutura pode ser construída de blocos especiais de concreto (tetrápodes) ou de rochas.
Eles são calculados, normalmente, para uma determinada altura de onda com um período de retorno especificado. O cálculo de uma estrutura marítima deste porte, assim como de diques, esporões, quebra-mares  e outras é realizado por especialistas em engenharia hidráulica, geralmente com o auxílio de modelos matemáticos ou de um modelo físico construído num laboratório de hidráulica.